# Pháo hoa, nên ngắm từ dưới hay bên cạnh? (phim 2017)
Pháo hoa, nên ngắm từ dưới hay bên cạnh? (tiếng Nhật: 打ち上げ花火、下から見るか。 横から見るか。 Hepburn: Uchiage Hanabi, Shita Kara Miru ka? Yoko Kara Miru ka?, tiếng Anh: Fireworks, Should We See It from the Side or the Bottom?) là một anime chính kịch Nhật Bản được xưởng phim Shaft chế tác sản xuất, và Toho là nhà phân phối. Phim dựa trên bộ phim chính kịch người đóng cùng tên năm 1993 của Iwai Shunji, bộ phim do Takeuchi Nobuyuki đạo diễn, Kawamura Genki phụ trách sản xuất và kịch bản được viết bởi Ohne Hitoshi, nhạc phim do Kosaki Satoru đảm nhận. Bộ phim có sự góp mặt của các diễn viên lồng tiếng ngôi sao như Hirose Suzu, Suda Masaki và Miyano Mamoru. Phim được công chiếu lần đầu tại Nhật Bản vào ngày 18 tháng 8 năm 2017, và dự kiến tại Việt Nam vào ngày 10 tháng 11 năm 2017.

## Nội dung
Bộ phim lấy bối cảnh vào một ngày mùa hạ, kể về một nhóm những chàng trai trẻ chạy đi ngắm pháo hoa từ ngọn hải đăng của thị trấn mình. Trong lúc ấy, cậu Norimichi nhận được một tin nhắn từ Nazuna - người con gái cậu thầm thương - rằng "hãy cùng nhau đi trốn nhé".

## Lồng tiếng
- Hirose Suzu vai Nazuna Oikawa
- Masaki Suda vai Norimichi Shimada
- Mamoru Miyano vai Yūsuke Azumi
- Takako Matsu vai Mẹ của Nazuna[3]
- Kana Hanazawa vai Miura[3]
- Shintarō Asanuma vai Jun'ichi[3]
- Toshiyuki Toyonaga vai Kazuhiro[3]
- Yūki Kaji vai Minoru[3]

## Âm nhạc
- Uchiage Hanabi ⎡打上花火⎦ (tạm dịch: Bắn pháo hoa?) do DAOKO và Yonezu Kenshi trình bày.
- Forever Friends (tạm dịch: Mãi mãi là bạn bè) do DAOKO trình bày.
- Ruri-iro no Chikyū ⎡瑠璃色の地球⎦ (tạm dịch: Trái đất trong sắc xanh?) do Oikawa Nazuna trình bày.

## Phát hành
Pháo hoa, nên ngắm từ dưới hay bên cạnh? được Toho phát hành tại Nhật Bản vào ngày 18 tháng 8 năm 2017. Phim cũng được lên lịch công chiếu tại Vương quốc Liên hiệp Anh và Bắc Ireland, nhưng chưa xác nhận ngày công chiếu chính thức. Tháng 7 năm 2017, phim được xác nhận phát hành tại 110 quốc gia và vùng lãnh thổ. Edko Films Ltd phát hành phim tại Hồng Kông vào ngày 31 tháng 10 năm 2017, và Việt Nam do Encore Films Vietnam phát hành vào ngày 10 tháng 11 năm 2017.

## Đón nhận

### Doanh thu phòng vé
Bộ phim thu về 170 triệu yên ngay trong ngày khởi chiếu với 133,000 khán giả, 295 triệu yên sau ngày thứ hai với 220,000 khán giả và 460 triệu yên chỉ sau 3 ngày kể từ khi phát hành trên 296 rạp chiếu, giữ vị trí số 3 trong danh sách những bộ phim ăn khách nhất hiện tại ở Nhật Bản.

### Đánh giá chuyên môn
Pháo hoa, nên ngắm từ dưới hay bên cạnh? đã nhận được lời khen ngợi từ các nhà phê bình Nhật Bản từ trước khi phát hành trên màn ảnh rộng. Nhạc sĩ Koremasa Uno khen ngợi phần lồng tiếng của bộ phim và cho rằng bộ phim "không giống một tác phẩm của Iwai hay Hitoshi Ōne, người viết kịch bản cho bộ phim. Mà thay vào đó cảm thấy nó như một bộ anime của studio Shaft và nhà sản xuất Kawamura Genki". Nhà làm phim Tatsuya Masuto đã viết trên tài khoản twitter của mình rằng "bộ phim đã không phụ sự mong đợi của người xem, và phiên bản anime có vẻ tốt hơn so với bộ phim live-action gốc". Ông cũng nói thêm rằng bộ phim anime này "không chỉ là một bản làm lại" và "với thời lượng 90 phút so với bản gốc chỉ 50 phút giúp thêm vào đó nhiều nội dung hơn".
Kim Morrissy của trang Anime News Network đã cho bộ phim điểm "B" và đánh giá cao "phần âm nhạc và lồng tiếng tuyệt vời", "nội dung đơn giản nhưng hấp dẫn và giàu cảm xúc" nhưng đồng thời cũng chỉ trích giá trị của nhà sản xuất và hình ảnh phim rằng nó "không thực sự được bổ sung thêm bất cứ điều gì ngoại trừ việc phát sóng nó được thực hiện bởi SHAFT". Mark Schilling của tờ The Japan Times đánh giá bộ phim đạt 4,5 trên 5 sao và ca ngợi câu chuyện tình yêu thuần khiết trong phim.

### Tiểu thuyết
Phiên bản tiểu thuyết cùng tên đã bán rất chạy. Tính đến ngày 13 tháng 8, cuốn tiếu thuyết đã bán được tổng cộng 90.863 bản.